# Rothfarn
Rothfarn ist eine Ortschaft und eine Katastralgemeinde der Gemeinde Großschönau im Bezirk Gmünd in Niederösterreich mit 66 Einwohnern (Stand 1. Jänner 2024).

## Geografie
Der am Maißbach gelegene Ort Ort befindet sich östlich von Großschönau und liegt knapp vor Jagenbach zwischen den Landesstraßen L71 und L72. Am 1. April 2020 umfasste die Ortschaft 25 Adressen.

## Siedlungsentwicklung
Zum Jahreswechsel 1979/1980 befanden sich in der Katastralgemeinde Rothfarn insgesamt 26 Bauflächen mit 11.261 m² und 18 Gärten auf 1.279 m², 1989/1990 gab es 26 Bauflächen. 1999/2000 war die Zahl der Bauflächen auf 77 angewachsen und 2009/2010 bestanden 40 Gebäude auf 82 Bauflächen.

## Geschichte
Rothfarn war lange Zeit der Herrschaft Weitra unterstellt. Im Jahr 1822 wurde der Ort als Dorf mit 16 Häusern genannt, das nach Großschönau eingepfarrt war, wohin auch die Kinder eingeschult wurden. Die Herrschaft Weitra besaß die Ortsobrigkeit, übte die Landgerichtsbarkeit aus und besorgte die Konskription. Die Untertanen und Grundholde des Ortes gehörten der Herrschaft Weitra sowie dem Stift und der Propstei Zwettl.

## Wirtschaft
Im Ort befindet sich die Firma Eschelmüller Holz, einer der größten Hersteller von keilgezinktem Bauholz in Österreich.

## Bodennutzung
Die Katastralgemeinde ist landwirtschaftlich geprägt. 222 Hektar wurden zum Jahreswechsel 1979/1980 landwirtschaftlich genutzt und 44 Hektar waren forstwirtschaftlich geführte Waldflächen. 1999/2000 wurde auf 211 Hektar Landwirtschaft betrieben und 50 Hektar waren als forstwirtschaftlich genutzte Flächen ausgewiesen. Ende 2018 waren 206 Hektar als landwirtschaftliche Flächen genutzt und Forstwirtschaft wurde auf 49 Hektar betrieben. Die durchschnittliche Bodenklimazahl von Rothfarn beträgt 23,9 (Stand 2010).